# Warth, Lower Austria
Warth là một thị xã thuộc huyện Neunkirchen trong bang Niederösterreich.